# Aundrae Allison
Aundrae Akeem "Drae" Allison, född 25 juni 1984 i Kannapolis, North Carolina, är en amerikansk fotbollsspelare. Han spelar som wide receiver för laget Minnesota Vikings i serien National Football League.